# Берд-Айленд (город, Миннесота)
Берд-Айленд (англ. Bird Island) — город в округе Ренвилл, штат Миннесота, США. На площади 4 км² (4 км² — суша, водоёмов нет), согласно переписи 2002 года, проживают 1195 человек. Плотность населения составляет 298,7 чел./км².
- Телефонный код города — 320
- Почтовый индекс — 55310
- FIPS-код города — 27-06076[1]
- GNIS-идентификатор — 0640191[2]